# Kolonia Zagajów
Kolonia Zagajów – wieś w Polsce, położona w województwie świętokrzyskim, w powiecie buskim, w gminie Solec-Zdrój.

## Integralne części wsi
| SIMC    | Nazwa  | Rodzaj    |
| ------- | ------ | --------- |
| 0271377 | Młynek | część wsi |

## Historia
Kolonia Zagajów (nazwa wprowadzona w latach 70. XX wieku), dawna nazwa wsi Młynek – pochodzi od młyna wodnego, który był wybudowany po wschodniej stronie stawu znajdującego się między wsią a lasem. Pierwotnie wieś składała się z dwóch części Młynka i przysiółka Zakupniki. Nazwa przysiółka Zakupniki pochodzi od osadników którzy kupowali ziemię wzdłuż drogi od wsi Młynek w stronę Małego Piasku. Osoby te pochodziły zza Wisły i tam sprzedawali ziemię, po to by tu za mniejsze pieniądze kupować tereny pod gospodarstwa.
We wsi znajdował się na przełomie XIX i XX wieku folwark należący do Kafary. Folwark mieścił się koło drogi prowadzącej do Małego Piasku (mniej więcej w 1/3 drogi od wsi). Został on spalony przez (jak niesie wieść) nieuczciwych fornali. Kafara pobudował drugi folwark, tym razem na wzniesieniu w połowie drogi do Zagajowa. Inwestycja nie przyniosła oczekiwanych zysków, Kafara ziemię rozsprzedał i wyjechał. Jego dalsze losy nie są znane.
W latach 1975–1998 miejscowość administracyjnie należała do województwa kieleckiego.